# مونتيات
المونتيات (الاسم العلمي: Montiaceae)، فصيلة نباتات مُزهرة من القرنفليات، تضم حوالي 14 جنسًا مع حوالي 230 نوعًا معروفًا، تتكون من النباتات العشبية إلى الشجيرات. الفصيلة لديها توزيع عالمي. سميت الفصيلة على عالم النبات الإيطالي جوزيبي مونتي († 1760).

## الأجناس
- Calandrinia Kunth
- Calyptridium Nutt.
- Cistanthe Spach
- Claytonia L.
- Hectorella Hook.f.
- Lenzia Phil.
- Lewisia Pursh
- Lewisiopsis Govaerts
- Lyallia Hook.f.
- Montia L.
- Montiopsis Kuntze
- Parakeelya Hershk.
- Phemeranthus Raf.
- Schreiteria Carolin[5]